# 米诺·莫拉兹
米诺·莫拉兹（波斯語：مينو محرز；1946年1月19日—），伊朗醫生、研究員、愛滋病專家。她是德黑蘭醫科大學的傳染病教授，也是伊朗愛滋病中心的負責人。莫拉兹被認為是伊朗在愛滋病方面最重要的醫學專家。
2020年，在冠状病毒爆發蔓延至伊朗之后，伊朗於3月成立抗擊冠狀病毒委員會，她被任命為委員。3月14日，她被確診感染2019冠狀病毒病。